# 财付通
财付通（英文：Tenpay）是由腾讯公司创办的第三方在线支付平台，由财付通支付科技有限公司运营。财付通与拍拍网、易迅网、腾讯QQ、微信有融合。深圳市腾讯计算机系统有限公司持有财付通支付科技有限公司95%的股份，其他股份由马化腾等腾讯高管人持股的深圳市世纪凯旋科技有限公司持有。

## 历史
- 2005年4月，财付通平台正式上线。
- 2006年8月25日，深圳市财付通科技有限公司成立。
- 2006年9月，财付通首发在线生活概念。
- 2006年12月，财付通率先通过国家权威认证。
- 2006年底，财付通获得2006年电子支付平台十佳奖、最佳便捷支付奖、中国电子支付最具增长潜力平台奖。
- 2007年6月，财付通与南航达成战略合作，发力航旅行业，艾瑞调查显示，财付通市场份额位居第二。
- 2007年12月，财付通推出数字证书，并首推航空公司联运专区。
- 2007年底，财付通获得最具竞争力电子支付企业奖，首获“国家电子商务专项基金”。
- 2008年5月，512汶川地震，通过财付通平台捐款超过2000万。
- 2009年3月，艾瑞报告显示财付通市场份额超过20%，推出手机支付。
- 2009年4月，财付通与中国联通开展战略合作，开始布局通信产业链。
- 2009年7月，财付通发布“会支付会生活”品牌新主张。
- 2010年7月，财付通推出开放平台战略，发布超过100款第三方生活应用，聚集了6000个第三方开发者。财付通与物流行业龙头企业德邦物流合作，大力拓展物流行业。
- 2011年3月 财付通联合QQ彩贝创新推出混合支付。财付通与直销行业龙头企业玫琳凯实现合作，开始直销行业深度合作。
- 2011年5月26日，财付通获得第三方支付牌照，成为第一批获得央行支付牌照的企业。
- 2012年4月，财付通获得基金支付牌照。
- 2012年6月，财付通与中国人寿实现战略合作，深度运营保险行业。
- 2013年8月5日，联合微信，发布微信支付，强势布局移动端支付。
- 2014年6月4日，深圳市财付通科技有限公司变更为财付通支付科技有限公司。
- 2023年7月7日，财付通被罰將近30億元人民幣。[3]

## 官方网站
- 财付通 （页面存档备份，存于）